# Short Mayo Composite
Short Mayo Composite je bila eksperimentalni zrakoplov, ki so ga razvijali v Britaniji v 1930ih. Leteči čoln S.21 Maia bi na hrbtu prevažal manjšega S.20 Mercury. Ta izvedba se imenuje kompozitno letalo ("Composite") oziroma leteča letalonosilka. Sicer se termin kompozitno letalo po navadi uporablja za letala, grajena iz kompozitnih materialov. 

## Specifikacije (S.20 Mercury)
Podatki iz Barnes & James 1989 p.312
Splošne karakteristike
- Posadka: 2 (pilot and navigator/radio operater)
- Tovor: 1,000 lb (454 kg)
- Dolžina: 51 ft (15.5)
- Razpon kril: 73 ft (22.3 m)
- Višina: 20 ft 3 in (6.17 m)
- Površina kril: 611 ft² (56.8 m²)
- Teža praznega letala: 10,163 lb (4,610 kg)
- Naložena teža: 26,800 lb (12,156 kg)
- Maks. vzletna teža: 15,500 lb (7,030 kg)
- Pogon letala: 4 ×  16-cylinder "H-block" piston engines Napier Rapier VI, 365 hp (272.29 kW)  vsak
- * Normal composite launch weight: 20,800 lb (9,435 kg)
- Record composite launch weight: 26,800 lb (12,156 kg)

 Zmogljivost 
- Maks. hitrost: 212 mph (341 km/h)
- Potovalna hitrost: 195 mph (314 km/h)
- Doseg: 3,900 mi (6,275 km)
- Obremenitev kril: 33.6 lb/sq ft[1] ()
- Extended range: 6,100 mi (9,815 km) (Cape flight)

## Specifikacije (S.21 Maia)
Podatki iz Barnes & James 1989 p.312
Splošne karakteristike
- Posadka: 3
- Število sedežev: 18
- Dolžina: 84 ft 11 in (25,9 m)
- Razpon kril: 114 ft (34,7 m)
- Višina: 32 ft 7½ in (9,94 m)
- Površina kril: 1750 ft2 (162,6 m2)
- Teža praznega letala: 24745 lb (11224 kg)
- Naložena teža: 38000 lb (17237 kg)
- Pogon letala: 4 ×  radialni motor Bristol Pegasus XC, 919 KM (686 kW)  vsak
- *Vzletna teža: 27700 lb (12564 kg)

 Zmogljivost 
- Maks. hitrost: 200 mph (322 km/h)
- Doseg: 850 milj (1368 km)
- Višina leta: 20000 ft (6100 m)